# Martín Quezada
Martín Ignacio Quezada González (San Francisco de Mostazal, Región de O'Higgins, 26 de junio de 1998) es un futbolista chileno que juega como portero en O'Higgins de la Primera División de Chile.

## Trayectoria
Martín es oriundo de San Francisco de Mostazal comenzó su proceso de formación en O'Higgins en el año 2010 con 12 años y defendió la camiseta celeste hasta fines del año 2015. Luego, continuó su etapa formativa en las series menores de Curicó Unido entre los años 2016 y 2017. A principios del año 2018, Martín regresa a la serie juvenil del club celeste y a mediados del mismo año se integra a Colchagua, club con el cual debutó en el profesionalismo en el año 2019 en un partido contra Independiente de Cauquenes. Además, el portero registra pasos por los planteles de honor de San Antonio Unido y Deportes Valdivia.
En 2024 regresa a O'Higgins bajo la dirección técnica de Juan Manuel Azconzábal.

## Clubes
| Club              | País  | Año       |
| ----------------- | ----- | --------- |
| Colchagua         | Chile | 2019-2020 |
| San Antonio Unido | Chile | 2021-2022 |
| Deportes Valdivia | Chile | 2023      |
| O'Higgins         | Chile | 2024-Act. |